# Frankfort Square
Frankfort Square – jednostka osadnicza w Stanach Zjednoczonych, w stanie Illinois, w hrabstwie Will.